# Snölykta

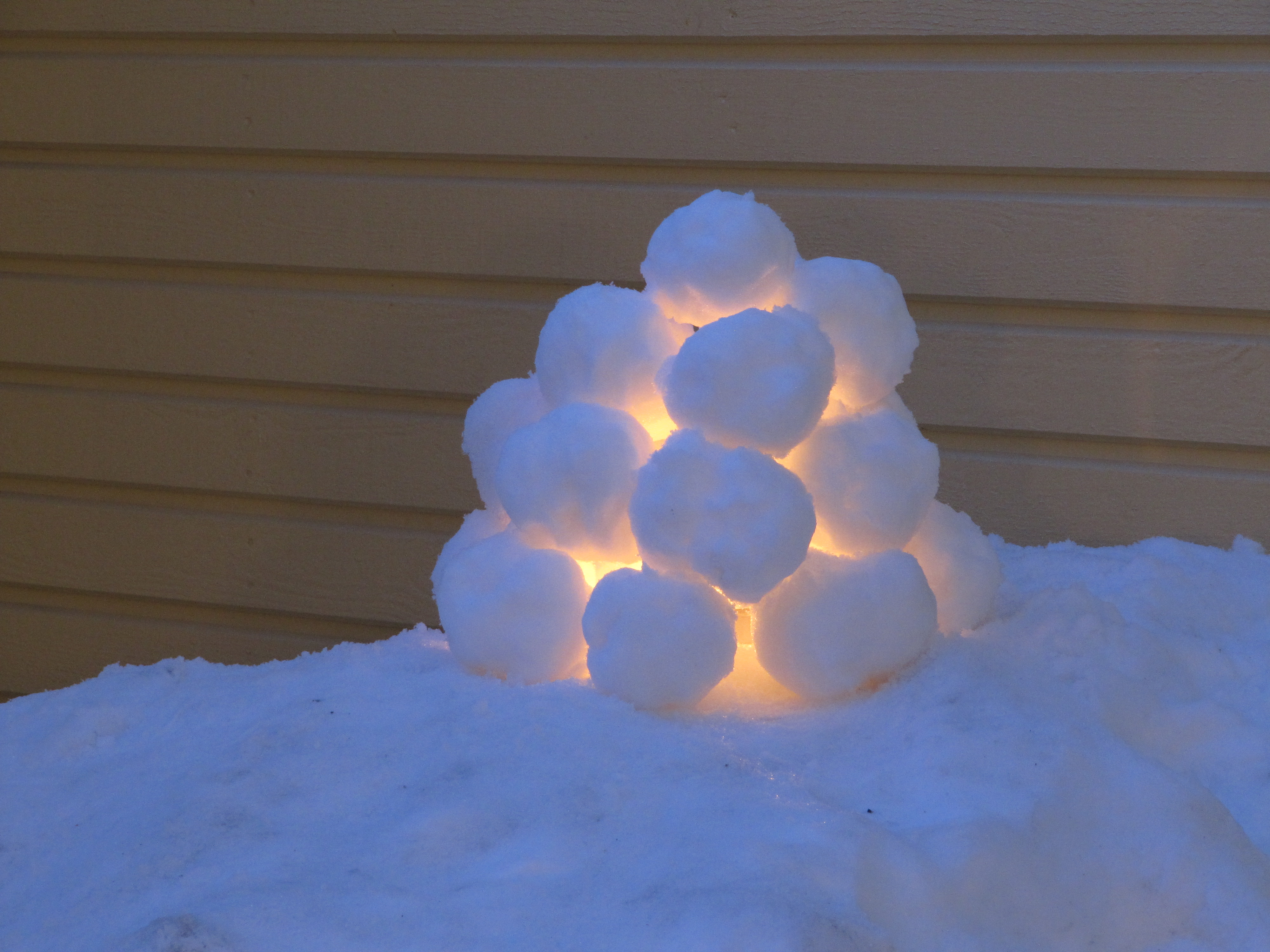
Snölykta

En snölykta är en ihålig kon uppbyggd av snöbollar i vars mitt man sätter en ljuskälla, vanligen ett stearinljus eller ett värmeljus.